# Хендрикс, Барбара (политик)
Барбара Хендрикс (нем. Barbara Hendricks; род. 29 апреля 1952, Клеве) — немецкий политик, член Социал-демократической партии Германии, с 17 декабря 2013 года до 14 марта 2018 года министр экологии, охраны природы, строительства и безопасности ядерных реакторов. В 1998—2007 парламентский статс-секретарь при министерстве финансов.

## Политическая карьера
Барбара Хендрикс является членом Социал-демократической партии Германии с 1972 года. В 1984—1989 годы являлась членом регионального правительства района Клеве. С 1994 года по итогам голосования по земельным спискам Северного Рейна — Вестфалии является депутатом Бундестага, где в 1995—1998 годы возглавляла парламентскую фракцию СДПГ.
В 1998—2007 годы Хендрикс занимала должность парламентского статс-секретаря при министерстве финансов ФРГ. В ноябре 2007 года она покинула этот пост, став федеральным казначеем СДПГ. В декабре 2013 года Хендрикс была назначена федеральным министром в Министерство окружающей среды, охраны природы, строительства и безопасности ядерных реакторов.

## Личная жизнь
Барбара Хендрикс совершила каминг-аут в 2013 году, в одном из интервью рассказав, что встретит Рождество со своей партнёршей. Практически сразу после вступления в силу закона об однополых браках 30 октября 2017 года 65-летняя Хендрикс заключила брак с французской гражданкой — 56-летней учительницей, с которой она к тому моменту находилась в отношениях на протяжении 20 лет.